# Richard Hardt (Politiker)
Richard Hardt (* 18. April 1902 in Algringen; † 1937) war ein deutscher Jurist und Mitglied der NSDAP. Im nationalsozialistischen Deutschen Reich war er vom 6. April 1933 bis zum 15. August 1934 Bürgermeister der Stadt Bad Homburg vor der Höhe.

## Leben
Über Richard Hardt sind wenige biografische Daten bekannt. Er trat zum 1. Oktober 1931 der NSDAP bei (Mitgliedsnummer 653.282). Hardt war 1933 Gerichtsassessor am Amtsgericht Bad Homburg und Ortsgruppenleiter der NSDAP. Er wurde nach dem erzwungenen Rücktritt seines Vorgängers Georg Eberlein am 6. April 1933 zum kommissarischen Bürgermeister ernannt. Am 11. Mai 1933 wurde Hardt Nachrücker in den Kreistag für den Arzt Hans Lommel aus Rod an der Weil. Bereits im August 1934 musste Hardt den Vorsitz der NSDAP-Ortsgruppe abgeben und wurde als Bürgermeister abgesetzt. Gründe werden dafür nicht genannt, vermutet wird Unzufriedenheit mit seiner Führung der Amtsgeschäfte. Hardt wurde Richter am Landgericht Frankfurt und starb 1937.